# Stone (film 2010)
Stone è un film del 2010 diretto da John Curran con Edward Norton e Robert De Niro.

## Trama
A Jack Mabry, supervisore della libertà vigilata dei detenuti, prossimo alla pensione, viene affidato il caso di Gerald "Stone" Creeson, il quale proverà in tutti i modi a convincere Jack di essere un uomo cambiato dopo la detenzione per l'omicidio dei nonni, per poter beneficiare di una liberazione anticipata.
Non sarà così semplice, e i tentativi del detenuto di influenzare Jack, coadiuvato dalla affascinante moglie Lucetta, finiranno per avere dei pessimi risvolti su entrambi, coinvolgendoli in un gioco psicologico che sembrerà essere senza via d'uscita.

## Personaggi
- Robert De Niro è Jack Mabry, un poliziotto che viene sedotto da Lucetta, moglie di Stone.
- Edward Norton è Gerald "Stone" Creeson, un carcerato, convince sua moglie a corrompere Mabry cosicché lui possa uscire dalla prigione in libertà vigilata.
- Milla Jovovich è Lucetta, la moglie di Stone.
- Frances Conroy è Madylyn, la moglie di Mabry.
- Enver Gjokaj è Jack Mabry da giovane.
- Pepper Binkley è Madylyn da giovane.

## Produzione
Stone nasce come dramma per mano del commediografo Angus MacLachlan, scritto intorno al 2000. La versione fu esposta solo una volta al pubblico, nel 2003, con la lettura di alcune scene ad un forum in Los Angeles. Nel 2005, MacLachlan iniziò a scrivere una sceneggiatura con Winston-Salem partendo dal lavoro già sviluppato, guardando al 2010 come possibile data d'uscita.
Con la Mimran Shur Pictures incaricata a supervisionare la produzione insieme a Holly Wiersma, si tratta del primo impiego della neonata compagnia fondata dall'investitore David Mimran e dell'ex presidente della Geffen Records, ed esecutivo in produzioni musicali, Jordan Schur. A produrre il film la casa cinematografica Stone Productions. Nel novembre 2009, John Curran fu scritturato come regista, e Robert De Niro e Edward Norton entrarono a far parte del cast artistico.

### Riprese
Le riprese erano inizialmente previste per svolgersi nella Carolina del Nord, dove alle produzioni cinematografiche era concesso un 15% di sconti fiscali se avessero deciso di girare lì, ma nel 2008 lo Stato del Michigan emanò una regolamentazione che stabiliva un 42% di rimborso fiscale, e i produttori cambiarono quindi il programma di lavorazione optando per il Michigan.
La sceneggiatura originale era ambientata fuori dal Michigan, ma non rappresentando un problema in termini di storia, fu riscritta per adempiere alla nuova locazione.
Le riprese sono iniziate il 18 maggio 2009 nel Michigan. Le scene ambientate all'interno del carcere sono state girate al Michigan Southern Correctional Facility di Blackman Township. Per l'uso della prigione, lo Stato del Michigan è stato rimborsato di 70000 $, dal momento che era stato dismesso nel 2007 e la troupe è stata aiutata all'interno di esso da un gruppo apposito di dipendenti statali.
La Emmanuel Lutheran Church a Ypsilanti ha ospitato per due giorni le riprese, in particolare in interni per il funerale e in esterni con la popolazione locale in funzione di comparse. L'agriturismo Mast a Dexter (Michigan), è stato usato per le scene della fattoria per un periodo di diverse settimane, bloccando l'accesso al traffico stradale, e al termine di esse l'edificio in stile coloniale è stato dato alle fiamme (pare per scopi scenici). In accordo con MacLhachlan, le località usate nel corso della lavorazione sono state, Ann Arbor, Jackson, Ypsilanti, Dexter e, in maggior parte, Weshtenow County.
Il 5 giugno 2009, una donna ubriaca ha eluso la sicurezza del set, avvicinando De Niro, spiegando che era una sua ammiratrice. In seguito è stata arrestata e poi presa in cura nell'ospedale locale.

## Distribuzione
Nel settembre 2010 Stone è stato presentato in anteprima mondiale al Toronto International Film Festival. A livello cinematografico debutta il mese seguente, il 7 ottobre, in Grecia e Russia, e il giorno dopo negli Stati Uniti. Il 20 gennaio 2011 viene distribuito in Italia .